# Секрет Чарли Чана
«Секрет Чарли Чана» (англ. Charlie Chan's Secret) — детективный фильм режиссёра Гордона Уайлза, который вышел на экраны в 1936 году. Это десятый фильм студии 20th Century Fox о гавайском детективе Чарли Чане с Уорнером Оулэндом в заглавной роли.
В этом фильме Генриетта Лоуэлл (Генриетта Кроссман), богатая глава семейства и старая знакомая Чарли Чана, приглашает его в свою усадьбу в Сан-Франциско. Она просит Чана помочь разыскать Аллена Колби, наследника её недавно умершего брата, который предположительно пропал без вести во время морского путешествия. Когда Аллен неожиданно появляется в усадьбе, его убивают прямо во время спиритического сеанса. Чан начинает расследование, и среди его подозреваемых оказываются все, кто находился в тот момент в усадьбе. Это лже-медиум Карлотта (Карлотта Рой), её муж, профессор Боуэн (Артур Эдмунд Кэрью), которого финансировала Генриетта, две дочери миссис Лоуэлл, Элис (Розина Луоренс) и Дженис (Астрид Эллвин); бойфренд Элис, газетный репортер Дик Уильямс (Чарльз Куигли); муж Дженис, Фред Гейдж (Эдвард Тревор), который вёл дела Генриетты, мистер Фелпс (Джонатан Хейл), душеприказчик имущества семьи, который проигрался на бирже, а также слуга Ульрих (Эгон Бречер), который считает Аллена виновником самоубийств его дочери. После тщательной работы Чан устанавливает истинного убийцу, и с помощью хитрости разоблачает его.
Фильм получил высокие оценки критики за традиционный для всего киноцикла увлекательный детективный сюжет, качественные сценарий и постановку. При этом отмечалось, что фильм сделан по сложившимся стандартам, и потому мало чем способен удивить. Указывалось также на отсутствие в картине «сына номер один» Чарли Чана, который вносил оживляющую юмористическую нотку в предыдущие фильмы цикла.

## Сюжет
В газетах сообщается о крушении трансатлантического лайнера «Нестор» во время шторма около берегов Гавайских островов. Водолазы ведут поиск тех, кто находился на борту затонувшего корабля, среди которых много известных людей, а Чан с борта полицейского катера руководит расследованием обстоятельств катастрофы. На борту было 30 пассажиров, 27 из них спасли, 2 погибли, а тело Аллена Кирби так и не нашли. В своё время Аллен отказался от крупного состояния своей семьи, а теперь неожиданно появился из ниоткуда, чтобы заявить на него права. Чан предполагает, что, возможно, Аллен выжил, зацепившись за обломок судна, а затем его могла подобрать лодка, не оснащённая радиосвязью. Водолаз передаёт Чану найденный на дне портфель с инициалами Аллена Колби. В портфеле детектив находит дневник Аллена, из которого следует, что на него было совершено уже два покушения с того момента, как он сообщил семье, что возвращается домой. Чан отправляет телеграмму в Сан-Франциско своей знакомой Генриетте Лоуэлл (Генриетта Кросман), сообщая, что судьба Аллена Колби всё ещё неизвестна, после чего немедленно вылетает из Гонолулу на континент, чтобы продолжить расследование.
В своей богатой усадьбе в Сан-Франциско Генриетта гадает с дворецким Бакстером (Герберт Мандин) на доске уиджа, пытаясь узнать судьбу Аллена. Дочь Генриетты, Элис Лоуелл (Розина Лоуренс) болтает по телефону со своим женихом Диком Уильямсом (Чарльз Куигли), который работает репортёром в газете. Оторвав дочь от разговора, Генриетта сообщает ей о прибытии Чана. Затем она просит Бакстера напомнить ей пригласить профессора Боуэна (Артур Эдмунд Кэрью) на спиритический сеанс, который состоится сегодня в 8:30 часов. Генриетта звонит также в офис душеприказчика семьи, мистера Уоррена Фелпса (Джонатан Хейл), сообщая ему о приезде Чана. Он информирует её, что все дела касательно имущества в порядке. Как раз в этот момент он проходится по всем вопросам с её зятем Фредом Гейджем (Эдвард Тревор) и миссис Дженис Гейдж (Астрид Эллвин). Генриетта просит их всех приехать в «Лоуэлл-хаус» к 8:30. Гейджи не понимают, зачем надо было втягивать в это дело Чана. Дженис говорит, что если Аллен жив, то всё имущество семьи перейдёт к нему, и они будут должны отчитаться перед ним за каждый цент своих расходов. Фелпс напоминает, что речь идёт о деньгах отца Аллена, на что Дженис возражает, что её мать была сестрой дяди Бернарда, и в этом качестве тоже имеет определённые права. Фелпс отвечает, что если Аллен жив, то у Генриетты нет никаких прав.
Тем временем живой Аллен появляется у ворот своего дома «Колби-хаус», расположенного по соседству с «Лоуэлл-хаусом». Так как ворота ему никто не открывает, он вынужден перелезть через забор. Когда он идёт через двор к дому, кто-то наблюдает за ним в окно, а затем переводит стрелки напольных часов в гостиной с 5:05 на 5:25. Зайдя в дом, Аллен зовёт слугу Ульриха (Эгон Бречер), однако ему никто не отвечает. Когда Аллен видит, что часы в доме идут неправильно, он собирается перевести стрелки. В этот момент открывается потайная панель в стене, и кто-то бросает в Аллена кинжал, убивая его. Двадцать минут спустя в этой же комнате начинают собираться гости, прибывшие на спиритический сеанс. В тот момент, когда Дик поправляет время на часах, появляется Элис, которая привезла коробки с цветами для очередного сеанса. Элис напоминает своему жениху, что если появится Аллен, то всё достанется ему, а она останется без денег. Элис спрашивает, согласится ли он на ней жениться в этом случае, и в ответ тот целует её. Дик замечает, что как Генриетта, так и её умерший брат Бернард «повёрнуты на теме сверхъестественного», однако Элис просит его так не говорить. Дядя Бернард верил во всё это и потому перестроил «Колби-хаус» таким странным образом «со всеми этими комнатами, тайными проходами и открывающимися стенными панелями».
Дворецкий Бакстер, который как будто напуган чем-то, встречает Чана и проводит его в «Колби-хаус». Тем временем в зале при всех собравшихся Фелпс показывает Генриетте счета, однако она не хочет заниматься этим сейчас. Входит Чан, и Генриетта его сердечно приветствует, а Фред и Дженис тревожно переглядываются. По просьбе собравшихся Чан рассказывает, что надежда на то, что Аллен всё ещё жив, сохраняется. Но если он и жив, то, по словам Чана, его жизни угрожает опасность, показывая страницу из дневника Аллена, где он пишет о покушениях на свою жизнь. Фред считает, что Аллен пишет это, просто чтобы произвести впечатление на окружающих, и вообще, возможно, это самозванец. В ответ Чан показывает паспорт Аллена выданный британскими и французскими консулами, удостоверяющий его личность. По просьбе Фелпса Чан рассказывает, что Аллен Колби, уехав из дома, поступил на службу во Французский Иностранный легион, был взят в плен, и лишь недавно оттуда сбежал, и потому не мог связаться ранее. Дженис с тревогой замечает, что если Аллен не утонул, то может вернуться в любой момент и получить всё имущество, и Генриетта подтверждает, что это его право.
Появляется Ульрих, сообщающий, что профессор Боуэн и Карлотта готовы начать спиритический сеанс. Вопреки мнению Фреда, Генриетта приглашает на сеанс и Чана, сообщая, что профессор Боуэн сегодня пообещал сообщить на сеансе что-то об Аллене. Генриетта представляет Чану своего консультанта в спиритических исследованиях, профессора Боуэна (Артур Эдмунд Кэрью), а также медиума Карлотту (Глория Рой). Все участники занимают свои места, и начинается сеанс. Профессор Боуэн просит всех сосредоточиться, чтобы начать медитацию, затем просит Фреда выключить свет. Карлотта произносит: «Здесь есть присутствие. У него послание для миссис Лоуэлл. Это её брат Бернард. Он говорит, что Аллен там, вместе с ним. Он счастлив». В темноте высвечивается лицо Аллена. Карлотта произносит: «Он хочет прийти к вам», и в этот момент неожиданно возникает образ Аллена в полный рост. Участники сеанса требуют включить свет и подбегают к упавшему телу. Чан объявляет, что Аллен Колби убит, и просит немедленно вызвать полицию.
Прибывшие полицейские подозревают, что кто-то из присутствующих в доме знал о том, что Аллен выжил в кораблекрушении, он и заманил его в дом. Так как Аллен мог постоять за себя, его убили, бросив кинжал в спину. Никаких отпечатков на кинжале не обнаружено. На стене висят ножны, в которые был вложен кинжал, но и там отпечатков нет. Доктор сообщает, что кинжал попал прямо в сердце, и Аллен мёртв уже около четырёх часов. Инспектор Мортон (Айван Миллер) приглашает Чана и Дика в комнату, где собрались все остальные, желая со всеми поговорить. Мортон спрашивает у Коуэна, почему тот был совершенно уверен, что Аллен мёртв, когда начинал сеанс. Тот отвечает, что он ничего не знал, и что они как раз собрались, чтобы выяснить судьбу Аллена. По словам Карлотты, перед этим ужасным событием она почувствовала какое-то новое присутствие и поняла, что вошла в контакт с духом Колби. По просьбе Чана Генриетта рассказывает об обстоятельствах ухода Аллена из семьи. В какой-то момент между Алленом и Бернардом возникла ссора или скорее недопонимание на почве того, что Аллен не верил в существование паранормального. Фред предлагает не копаться в этих семейных делах, но Мортон считает, что это необходимо для установления истины. Инспектор говорит, что если будет установлен мотив, то многое прояснится. Важным обстоятельством является то, что живой Аллен Колби означал бы потерю состояния для каждого из присутствующих в комнате. По просьбе Чана Фелпс поясняет, что часть наследства Бернарда тратилась на паранормальные исследования по усмотрению Генриетты. Иными словами, пожертвования на эти цели прекратились бы в случае возвращения Аллена. По просьбе Мортона профессор Боуэн рассказывает, что подъехал к дому Ульриха около 6 часов вечера, чтобы напомнить ему подготовить всё для сеанса, после чего сразу же уехал. Чан уточняет у Ульриха, что тот был в доме весь день, но не знал о прибытии Аллена. Дик сообщает, что пришёл в дом в 5:15, чтобы встретить Элис, которая появилась с цветами в 5:30. Он точно это знает, так как заметил, что напольные часы спешат, и собирался их поправить. Чан подходит к часам и видит, что они идут правильно, значит, по словам Дика, что кто-то их уже поправил. Сообщив, что убийство произошло около 5 часов, Мортон затем обращается к Дику, который подтверждает собирался жениться на Элис в ближайшее время. Инспектор на этом завершает допрос, при этом просит всех оставаться на связи.
После отъезда Мортона Чан возвращается в комнату, где эксперты заканчивают обработку последней стеновой панели. Незаметно для них Чан стирает платком мазь с головы убитого. Генриетта приглашает Чана переночевать в свой дом, он же просит разрешения остаться на ночь в «Колби-хаусе». Генриетта даёт указание Бакстеру подготовить Чану комнату и остаться с ним на ночь. Когда все уходят из дома, Чан поднимается в спальню. Там он из пробирки с надписью «хлорин-вода» наливает жидкость в колбу и опускает туда платок с мазью с тела убитого. Затем вместе с Бакстером Чан спускается на первый этаж, чтобы продолжить расследование. В этот момент появляется Генриетта, которая хочет лично присутствовать при расследовании Чана. Первым делом Чан обнаруживает в люстре радиопередатчик, через который во время сеансов транслируется музыка из «потустороннего мира». Там, где во время сеанса стоял профессор, Чан находит тайное окошко, за которым расположен переключатель, включающий музыку в зале. Генриетта не может поверить, что во время сеансов профессор Боуэн и Карлотта сознательно обманывали их. Чан просит выключить общий свет и включить подсветку, как это было во время сеанса, чтобы установить, как появился Аллен. Чан просит Бакстера встать на место умершего и держать белый платок перед своим лицом. На платке появляется световое пятно. Чан рассказывает, что некоторое время назад он этим платком протёр лицо Аллена. С помощью химического анализа Чен выяснил, что лицо убитого Аллена было обработано сульфатом хинина, который в ультрафиолетовых лучах даёт мистический свет, который люди часто принимают за призрака. Чан обнаруживает ультрафиолетовую лампу, которая спрятана за зеркалом шкафа напротив. Он объясняет, что фильтр на обратной стороне зеркала пропускает только ультрафиолетовые лучи, что и объясняет таинственный свет. Генриетта делает вывод, что Боуэн к тому моменту уже знал, что Аллен мёртв, а, может быть, он даже убил его. Она рассказывает, что давала Боуэну столько денег, сколько он просил, даже оставила содержание ему и Карлотте после своей смерти. При этом они прекрасно понимали, что если Аллен вернётся, то они ничего не получат. Генриетта говорит, что теперь вместе с Фелпсом составит новое завещание.
В этот момент из приоткрытой двери кто-то целится и стреляет, и Чан, заметив руку с пистолетом в зеркале, прячет Генриетту и стреляет в ответ. Затем детектив включает свет и подбегает к двери, однако там никого нет. Чан предлагает всем троим немедленно удалиться, однако дверь заперта. Вскоре с того конца замок отпирается, и входит Фред, беспокойно осматриваясь. Генриетта говорит ему, что кто-то только что пытался убить Чана. Фред объясняет, что опасался за жизнь Генриетты и перед сном вместе с Дженис зашёл навестить её в спальню, но там никого не было. Тогда он и подумал, что Генриетта с Чаном в «Колби-хаусе» и решил проверить. Чан просит, чтобы Генриетта пошла домой в сопровождении Бакстера, а Фреда просит остаться и помочь ему. Чан спрашивает Фреда, не видел ли он кого-либо выходящим из дома, на что тот отвечает, что не видел, а ворота были не заперты. По словам Чана, кто-то очень хорошо знающий этот дом стрелял из-за той двери. Фред говорит, что отлично знает этот дом, называя его муравейником со множеством входов и выходов. Чан предлагает удалиться из комнаты, прикрываясь оружием. Когда они выходят из комнаты, Чан высказывает предположение, что стреляли не в него, а в Генриетту. Детектив просит Фреда сейчас же пойти в полицию и попросить, чтобы ей немедленно выделили охрану. Выйдя затем на улицу, Чан замечает, что в такое позднее время в доме Ульриха всё ещё горит свет. На вопрос Чана, почему Ульрих недружественно относится к семье, Фред отвечает, что Аллен был помолвлен с дочерью Ульриха. Покинув дом, Аллен разорвал с ней отношения, и она покончила жизнь самоубийством. С тех пор Ульрих считает семью виновной в её смерти.
Утром Чан приходит к «Колби-хаусу», ворота которого заперты. Он звонит в звонок, после чего замечает, что по дереву около ворот кто-то забирался через забор. Чан выясняет у открывшего ворота Ульриха, что тот вчера был в своём доме в пять часов, и если бы Аллен позвонил в звонок, то он бы услышал его. Однако Ульрих не слышал звонка. Чан понимает, что убийца не стал бы перелезать через забор около ворот, а нашёл бы менее приметное место. В «Колби-хаусе» Чан простукивает стены в зале, обнаруживая потайную дверь, которая ведёт в тёмный коридор. Пройдя по нему, Чан открывает люк и оказывается на улице за подвальной мастерской Ульриха, который в этот момент занят сколачиванием ящиков. Детектив заходит к Ульриху, говоря, что на крыше заметил радиоантенну. Он также видит на столе наушники, предполагая, что из-за них Ульрих не услышал вчера звонок. Ульрих повторяет, что ничего не слышал. Он говорит, что не знает ничего ни о радио в доме, ни о хинине, а радиопередатчик он собирается послать своему сыну.
Чан приходит к профессору Боуэну, в его отсутствие задавая вопросы Карлотте. Он сообщает ей, что лицо Аллена было покрыто соединением хинина, которое в ультрафиолетовом свете даёт сияние. Появляется Боуэн. Карлотта утверждает, что они не имеют к этой манипуляции никакого отношения, и в её работе никогда не было мошенничества. По просьбе детектива Карлотта показывает ему передающее устройство, с которого отправлялся звуковой сигнал. Она поясняет, что всегда использует музыку в своей работе. Когда Чан прикасается к коротковолновой катушке, Боуэн включает рубильник и подаёт ток, после чего детектив получает удар и падает, теряя сознание. Карлотта догадывается, что Боуэн знал об Аллане, но профессор отказывается это обсуждать. Он предлагает немедленно бежать, однако Карлотта отказывается, так как считает себя непричастной к преступлению. Раздаётся звонок, и в доме появляется Мортон с двумя детективами, разыскивающими Боуэна. Они поднимают Чана и сажают в кресло, он постепенно приходит в себя. Мортон задерживает Карлотту, которая помогла профессору бежать, а также объявляет в розыск Боуэна, который успел скрыться.
Некоторое время спустя все заинтересованные лица собираются в комнате, где Фелпс зачитывает завещание. По требованию Генриетты Фелпс вычёркивает из её завещания пункт, согласно которому 100 тысяч долларов из наследства Бернарда предполагалось передать Фонду Колби по исследованию паранормальных явлений. Управление фондом должен был осуществлять Фелпс в интересах Альфреда и Карлотты Боуэн. Генриетта также просит Фреда сказать, сколько она потратила на Боуэна и Карлотту на данный момент, и он обещает ей проверить счета и доложить. После этого появляется Ульрих, объявляя Генриетте о своей отставке. Ульрих говорит, что ничего не знает и не хочет знать об Аллене Колби, которого считает виновном в смерти своей дочери. По его мнению, Аллен получил то, что заслуживает. Генриетта просит его выйти и подождать в приёмной, где она его рассчитает. Элис полагает, что надо проследить за Ульрихом, который ненавидел Аллена настолько, что готов был убить его. Фелпс уходит, обещая вернуться к 8:30 с новым завещанием, Фред и Дженис также уходят. Генриетта сообщает Чану, что ужин в доме всегда накрывают в 7:30, а после него она час проводит за доской уиджи.
Вечером Генриетта с Декстером сидят за доской уиджи, а Чан наблюдает вместе с полицией за ними с улицы. В 8:25 полиция встречает у ворот приехавшего Фреда, который направляется к дому. Когда часы пробивают 8:30, раздаётся выстрел, треск оконного стекла, и Генриетта падает со стула. Чан и Мортон вбегают в гостиную, а затем выходят в коридор, закрывают за собой двери и сообщают Фреду, что Генриетту только что убили выстрелом в голову с улицы. Возвращаются детективы, которые обыскали двор, но ничего не нашли. Подъезжают также Фелпс и Дик, который удивляется тому, что всё вокруг окружено полицией. Чан обращает внимание на то, что убийство произошло точно в то время, на которое намечена встреча. Услышав об убийстве матери, Элис пытается прорваться к ней, а затем обвиняет Чана в плохой работе. Мортон просит Дика увести Элис на ночь из дома, пока будет работать полиция. Фелпс также обвиняет Чана, который, по его мнению, доказал, что Боуэн виновен в убийстве Аллена и покушался на Генриетту, но не смог задержать преступника и передать его полиции.
Осматривая двор, Чан находит окурок сигареты, а затем заключает, что выстрел в Генриетту был произведён из мощного ружья и издалека. По просьбе Чана Бакстер забирается на дерево, где подтверждает Чану, что ветку дерева задело пулей. Проследив траекторию полёта пули через ветку и отверстие в окне к телу, Чан выясняет, что выстрел был произведён с колокольни, расположенной поблизости. Приезжает Дик, и Чан берёт его с собой, чтобы проверить одну гипотезу. Они поднимаются на верхний ярус колокольни, где Чан обнаруживает закреплённое ружьё. Заглянув в оптический прицел, он видит в него кресло, в котором сидела Генриетта. Чан говорит, что преступник привязал курок к колокольне таким образом, чтобы когда электрический молоточек начинал бить в колокол, он одновременно нажал бы на спусковой крючок ружья. Дик предлагает разрядить ружьё, опасаясь, что выстрел может повториться, однако Чан просит ничего не трогать. Сейчас на часах 9:20, и он предлагает вернуться немедленно в «Лоуэлл-хаус».
Чан возвращается в гостиную, чтобы показать Мортону, как всё произошло. Он ставит вазу на место, где находилась Генриетта. Ровно в 9:30 с боем колоколов раздаётся выстрел, и ваза разлетается на мелкие кусочки. Вскоре Мортону сообщают, что полиция задержала Боуэна. Мортон и Чан приезжают в участок для допроса Боуэна, который отрицает связь с убийством, настаивая на том, что его просто пытались подставить. Ни он, ни Карлотта не признаются в том, что устроили трюк с хинином, чтобы высветить лицо Аллена. Когда их уводят, Чан предлагает Мортону план, как добиться признания.
По просьбе Чана Мортон собирает всех участников событий в гостиной, и просит занять всех те же места, где они были во время сеанса. Чан приступает к изложению своей версии событий. Во-первых, профессор Боуэн и Карлотта могли потерять пожертвование в 100 тысяч долларов при изменении завещания. То же изменение отстраняет мистера Фелпса как управляющего имуществом от управления большим состоянием. При этом, как выяснил Чан, недавно Фелпс потерял большие деньги на фондовом рынке. Далее. Смотритель Ульрих испытывал ненависть к Аллену, которого считал виновным в трагедии его дочери. Дочери Генриетты и их мужья также потеряли бы всё, если бы Аллен вернулся и вступил в права владельца наследства. То есть, у каждого из перечисленных лиц был мотив убить Аллена.
После этого Чан говорит, что решил воспользоваться необычным способом, чтобы выяснить правду, а именно провести спиритический сеанс. Он передаёт слово Боуэну, который просит Фреда погасить свет. Начинается минута медитации. Войдя в образ, Карлотта произносит: «Я чувствую её присутствие. Рядом. Это женщина. Она пытается прийти к нам. Её образ становится более ясным». Появляется образ Генриетты. Карлотта продолжает: «Она пытается говорить, у неё есть послание». Генриетта говорит: «Я вернулась, чтобы сказать правду. Я знаю того, что боится, что всё откроется. Того, кто убил…» В этот момент в темноте кто-то хватает со стены кинжал и бьёт, как он думает, по Генриетте, но это оказывается лишь её отображение в зеркале. Когда в зеркало втыкается кинжал, загорается свет и входит полиция. Чан извлекает кинжал и говорит, что кто-то допустил глупую ошибку — бросил кинжал в зеркало. Живая Генриетта выходит из-за зеркала, и дочери с радостью встречают её.
Чан начинает объяснение всей истории. Как он говорит, человек, который бросил этот кинжал, также убил и Аллена Колби, когда тот вернулся, чтобы получить наследство. Убийца спрятал тело Аллена в зале за потайной стенкой. Затем он использовал ультрафиолетовый источник света, чтобы тело появилось как призрак на спиритическом сеансе. Тот же убийца пытался убить и Генриетту после совещания по наследству, однако он стрелял по манекену, который Чан вместе с Мортоном посадили в кресло Генриетты в кабинете. Убийца сейчас в этой комнате, и только что он воспользовался парой того кинжала, которым убил Аллена. Чан показывает, что теперь в ножнах нет обоих кинжалов. Затем Чан берёт за руку Фреда, на которой остались следы сажи, обвиняя Фреда в том, что это он убийца. Чан говорит, что перед сегодняшним сеансом покрыл кинжал графитом, что и стало неопровержимой уликой. Фред выхватывает из кармана пистолет и направляет на всех, требуя дать ему уйти. Когда кошка начинает визжать, он оборачивается, и в это момент Дик бросается ему в ноги, сваливая на пол. Фреда задерживают. Чан говорит, что Фред совершил убийство, чтобы скрыть подлог со счетами Лоуэллов. Фреда уводит полиция. За помощь в разоблачении преступника Генриетта снимает все обвинения против Боуэна и Карлотты. Они уезжают из города. По завершении дела Чан торопится к своей большой семье в Гонолулу.

## В ролях
- Уорнер Оуленд — Чарли Чан
- Розина Лоуренс — Элис Лоуэлл
- Чарльз Куигли — Дик Уильямс
- Генриетта Кросман — Генриетта Лоуэлл
- Эдвард Тревор — Фред Гейдж
- Астрид Эллвин — Дженис Лоуэлл Гейдж
- Херберт Мандин — Бакстер, дворецкий
- Джонатан Хейл — Уоррен Фелпс
- Эгон Бречер — Ульрих
- Глория Рой — Карлотта
- Айван Миллер — детектив инспектор Мортон
- Артур Эдмунд Карью — профессор Боуэн
- Уильям Бэйли — детектив Харрис (в титрах не указан)
- Джерри Майли — Аллен Колби (в титрах не указан)

## Создатели фильма и исполнители главных ролей
Режиссёр фильма Гордон Уайлз в 1932 году завоевал «Оскар» как художник-постановщик фильма «Трансатлантический корабль» (1931). Более известный как художник-постановщик таких фильмов, как «Восход солнца» (1927), «Портрет Дориана Грэя» (1945) и «Без ума от оружия» (1950), в период с 1935 по 1947 год Уайлз также поставил 11 фильмов как режиссёр, среди которых музыкальные комедии «Гламурные женщины» (1937) и «Мистер Боггс выходит из дела» (1938), а также фильм нуар «Гангстер» (1947).
Уорнер Оулэнд более всего известен по роли детектива Чарли Чана, которую он сыграл 17 фильмах на протяжении 1931—1937 годов. Среди других наиболее заметных картин с его участием — «Певец джаза» (1927), «Обесчещенная» (1931), «Шанхайский экспресс» (1932) и «Лондонский оборотень» (1935).
Чарльз Куигли был известен ролям в приключенческих киносериалах «Сорвиголовы Красного круга» (1939), «Железный коготь» (1941) и «Багровый призрак» (1946), в которых он сыграл главные роли, а также «Супермен» (1948). Кроме того, он сыграл заметные роли в таких фильмах, как «Тень» (1937) с Ритой Хейворт и «Лицо женщины» (1941) с Джоан Кроуфорд.
Как пишет кинокритик Хэл Эриксон, «привлекательную героиню в этом фильме играет Розина Лоуренс, которая позже приобрела непреходящую известность как школьная учительница в семи короткометражных фильмах Хэла Роуча из цикла „Наша банда“ 1936—1937 годов». Сыграв заметную роль в популярной комедии «Путь с Запада» (1937) с участием Лорела и Харди, два года спустя в возрасте 27 лет Лоуренс завершила кинокарьеру.

## История создания фильма
Рабочее название этого фильма — «Чарли Чан в Сан-Франциско» (англ.  Charlie Chan in San Francisco).
Фильм находился в производстве с 26 августа до 21 сентября 1935 года, и вышел на экраны 10 января 1936 года.

## Оценка фильма критикой
Как написал после выхода фильма на экраны кинокритик «Нью-Йорк Таймс» Бенджамин Рой Крислер, «с течением лет детективные фильмы о Чарли Чане стали такими же стандартизированными и примерно такими же единообразными по качеству, как и любой другой стабильно продаваемый продукт индустриальной эпохи». По словам критика, любой, кто видел самые первые фильме о Чане, заранее знает, чего ожидать от этого фильма. «В нём нет ничего (включая Уорнера Оулэнда), что могло бы удивить или разочаровать фанатов Чана, имя которым, по-видимому, всё ещё легион». Как далее пишет критик, детективная интрига в фильме решается с помощью хорошо отработанных технических приёмов, где камера с ограниченным диапазоном обзора «фиксирует только руку убийцы, или нож, летящий по воздуху или дрожащий в стене, или циферблат часов. Такой приём позволяет добиться поверхностного и быстро сменяющегося драматического воздействия, не будучи вполне справедливым по отношению к зрителям». По мнению Крислера, «небольшое отличие (этого фильма от других в киносериале) заключается в том, что жертву убивают после того, как Чан берётся за дело». Однако срабатывает два других правила фильмов о Чане — богатство мотивов для совершения преступления и то «знакомое обстоятельство, что только Чан и комические персонажи определенно находятся вне подозрений». Как пишет критик, «действие происходит в поместье, казалось бы, удаленном в пространстве и времени от двадцатого века. Здесь есть спиритические сеансы, видения мёртвых, светящиеся лица, угрюмый сторож и продуманная стрельба с далекой церковной башни, прежде чем убийца будет разоблачен в одном из этих неизбежных финалов в гостиной».
Современный киновед Дерек Уиннерт назвал картину «скромным детективом режиссера Гордона Уайлза», действие которого «разворачивается в мрачном старом особняке в Сан-Франциско». В этой картине Чан «сталкивается со спиритическими сеансами, привидениями, брошенным ножом и невыносимо комичным дворецким, прежде чем разоблачить в гостиной убийцу наследника». Как далее отмечает критик, «бросается в глаза отсутствие „сына номер один“, его сильно не хватает в этом простом, хотя и приятном фильме с Чаном, снятом без излишеств или настоящих острых ощущений, впрочем, как и без комедийных слабостей и глупостей для расслабления».
По мнению кинокритика Денниса Шварца, «в этом фильме не хватало обычного юмора из-за отсутствия „сына номер один“. Но, несмотря на то, что фильм немного суховат, благодаря использованию обычных стандартных приёмов он получился занимательным. И было трудно догадаться, кто является убийцей». Как отмечено в рецензии журнала TV Guide, «практически каждый член актёрского состава является подозреваемым, как это обычно и бывает в историях Чана. Умелый сценарий обеспечивает определённую логику этому хорошо поставленному детективу». Как написал современный киновед Хэл Эриксон, «быстрый темп, похожий на сериальный, и несколько стильных режиссерских решений Гордона Уайлза отличают этот фильм».